# Мевлуд
Мевлуд (тур. mevlit ← mevlẉt ← арап. mäwlid)  је празник рођења пророка Мухамеда, за кога муслимани верују да је Милост свим световима. Сунити га славе 12, а Шиити 17. дана месеца ребиул-евел (Rabi`-ul-Awwal, арап. ربيع الأول – трећи месец исламског календара). Овај празник је почео да се слави тек крајем 12. века, али већина сунитских и шиитских учењака га одобрава, као и већина муслиманских деноминација. Прослави се противе вахабисти, салафијски учењаци, деобандијци, ахмадије, сматрајући га непотребном верском иновацијом (bidat, bid'ah). Свака муслиманска нација има своје обичаје за прославу Мевлида, као што су окупљање у џамијама, певање верских песама итд. Мевлид је такође химна хвале Мухамеду у част његовог рођендана, која се рецитује у џамијама и верским школама.

## Етимологија
Лексема „мевлуд” арапског је порекла а у језике балканских народа ушла је посредством турског језика. Настала је од глагола walada–yalidu (وَلَدَ– يَلِدُ) – родити. Облик mawlūd (مَوْلُودٌ) пасивни је глаголски облик наведеног глагола, у значењу онај који је рођен, односно новорођенче, дете. У турскоме језику користе се такође и облици mevlid, и mevlüt.

## Датуми
- 9. август 1995. (1416)
- 28. јул 1996. (1417)
- 17. јул 1997. (1418)
- 6. јул 1998. (1419)
- 26. јун 1999. (1420)
- 15. јун 2000. (1421)
- 4. јун 2001. (1422)
- 25. мај 2002. (1423)
- 14. мај 2003. (1424)
- 2. мај 2004. (1425)
- 21. април 2005. (1426)
- 10. април 2006. (1427)
- 31. март 2007. (1428)
- 20. март 2008. (1429)
- 9. март 2009. (1430)
- 26. фебруар 2010. (1431)
- 15. фебруар 2011. (1432)
- 5. фебруар 2012. (1433)
- 24. јануар 2013. (1434)
- 14. јануар 2014. (1435)
- 3. јануар 2015. (1436)
- 24. децембар 2015. (1437)
- 12. децембар 2016. (1438)
- 1. децембар 2017. (1439)
- 20. новембар 2018. (1440)
- 9. новембар 2019. (1441)
- 29. октобар 2020. (1442)